# Selenia s-signata
Selenia s-signata är en fjärilsart som beskrevs av Carl Freiherr von Gumppenberg 1895. Selenia s-signata ingår i släktet Selenia och familjen mätare. Inga underarter finns listade i Catalogue of Life.